# Bataille du mont Li
 (signalé en mai 2025).
Si vous disposez d'ouvrages ou d'articles de référence ou si vous connaissez des sites web de qualité traitant du thème abordé ici, merci de compléter l'article en donnant les références utiles à sa vérifiabilité et en les liant à la section « Notes et références ».
- Archive Wikiwix
- Bing
- Cairn
- DuckDuckGo
- E. Universalis
- Gallica
- Google
- G. Books
- G. News
- G. Scholar
- Persée
- Qwant
- (zh) Baidu
- (ru) Yandex
- (wd) trouver des œuvres sur Wikidata

La bataille du mont Li (驪山之戰) est une défaite militaire majeure des Zhou face aux rebelles menés par le marquis de Shen et ses alliés Quanrong et Di. Elle nous est connue par le récit qui en est fait dans le Shiji de Sima Qian.

## Prélude à la bataille

### Causes

#### L'incompétence des rois Zhou
Cette bataille fut essentiellement causée par l'incapacité récurrente des rois Zhou (notamment les rois Li et Xuan) à se défaire de la menace des Quanrong dans le nord-ouest.

#### Le comportement du roi You
Le roi You par son comportement a offensé plusieurs de ses vassaux, notamment le marquis de Shen (en répudiant sa fille) qui s'est rebellé contre lui. Quant aux autres vassaux offensés par le roi, ceux-ci refusèrent de venir le défendre quand il les appela et le roi You dut faire face seul à ses ennemis.

## Conséquences
Le roi You meurt au combat. La dynastie Zhou est sérieusement ébranlée et son déclin entamé. L'ère glorieuse des Zhou occidentaux se termine. La capitale Haojing est pillée, puis incendiée. Les Zhou s'enfuient plus à l'est, pour s'éloigner de la menace des Quanrong et établissent leur cour à Luoyang. Commence alors l'ère des Printemps et Automnes.